# Lyssomanes hieroglyphicus
Lyssomanes hieroglyphicus är en spindelart som beskrevs av Cândido Firmino de Mello-Leitão 1944. 
Lyssomanes hieroglyphicus ingår i släktet Lyssomanes och familjen hoppspindlar. Inga underarter finns listade i Catalogue of Life.